# Мабель де Беллем
Мабе́ль (Маби́ль) де Белле́м (фр. Mabel de Bellême; умерла 2 декабря 1077 или 1079) — дама д’Алансон после 1060 года, дама де Беллем с 1071 года, дочь Гильома II Талваса, сеньора Алансона.
Около 1048 года её отец был изгнан из своих владений сыном. Он нашёл прибежище у могущественного нормандского феодала Роджера де Монтгомери, который в обмен на руку Мабель помог вернуть тестю владения. Именно Мабель с мужем в итоге стала наследницей владений отца. В дальнейшем она унаследовала и земли дяди, объединив в своих руках все владения Беллемского дома.
Хронист Ордерик Виталий, крайне негативно относившийся к Мабель, сообщает о её вражде с представителями рода Жируа, обвиняя в многочисленных злодеяниях. В частности, пытаясь отравить Арнольда Эшофурского, она случайно убила брата мужа; позже ей всё же удалось совершить задуманное. Кроме того, она изгнала многих дворян из своих владений, в результате чего им пришлось попрошайничать в чужих землях. Один из них с помощью братьев смог пробраться в замок, где Мабель ночевала, и убил её, после чего скрылся.
Наследником её владений стал старший из выживших сыновей, Роберт, принявший родовое прозвание матери «де Беллем».

## Происхождение

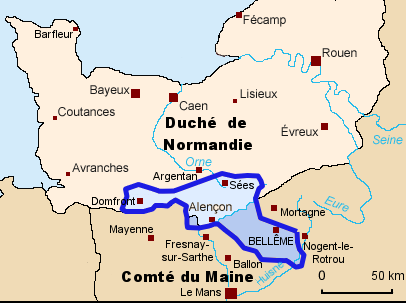
Владения, контролируемые Беллемским домом

Мабель происходила из Первого дома Беллемов, представители которого управляли обширными землями вдоль южной границы Нормандии. Семья известна с X века, её родоначальником считается Ив де Крей, балистарий при дворе короля Франции Людовика IV. Ордерик Виталий сообщает, что когда в 942 году король замыслил либо убить, либо покалечить 12-летнего герцога Нормандии Ричарда I, жившего фактически в заключении в замке Лан, именно Ив сообщил Осмунду, наставнику юноши, о заговоре и помог герцогу бежать. Поселившись в труднопроходимой холмистой местности на границе Нормандии, Мэна и Иль-де-Франс, семья постепенно стала достаточно могущественной, расширив свои первоначальные владения, располагавшиеся в районе Беллема в современном французском департаменте Орн, на север (в сторону Мэна) и на запад (в сторону Алансона и Донфрона). Первоначально Беллемы были вассалами Робертинов/Капетингов, ставших в итоге королями Франции, но к началу XI века они стали достаточно независимыми и мало обращали внимания на правителей Нормандии и Мэна, которые формально обладали властью в этом регионе. К 1026 году были построены замки Алансон и Донфрон; кроме того, Беллемы получили светские владения епархии Се. Три епископа Ле-Мана, которые последовательно возглавляли епархию в 992—1055 годах, были представителями Беллемского дома. Через владения Беллем проходили необычайно важные дороги, связывавшие Мэн с Нормандией и Ле-Ман с Фалезом.
В 1020-е годы герцоги Нормандии стали предпринимать попытки восстановить хотя бы видимость контроля над Южной Нормандией. Для этого Роберт Дьявол предпринял кампанию против Гильома I де Беллема (умер в 1028), которую нормандский хронист Гильом Жюмьежский представил как восстание самого Беллема против герцогской власти. В итоге за Гильомом I был признан титул сеньора Алансона, которым он фактически владел. От брака с некоей Мод у него было 6 сыновей. Двое старших умерли при жизни отца и не оставили сыновей; у одного из них, Варина, была дочь Аделина, жена Ротру II дю Перша, виконта Шатодёна; их внук, Ротру III Великий, граф Перша, претендовал на владения Беллемского дома после их конфискации у Роберта II де Беллема. Младший из сыновей Гильома I, Бенедикт, стал монахом.
Наследником владений отца стал третий из сыновей Гильома I, Роберт I, который пытался захватить владения своих соседей в Нормандии и Мэне, но во время набега на Мэн в 1030-е годы попал в плен и был заключён в замок Балон, где через 2 года был убит. Законнорождённых детей он не оставил, а его владения унаследовал следующий по старшинству брат, Ив II де Белем (умер в 1070), который в 1035 году стал епископом Се. Ордерик Виталий указывает, что владения Беллемов после гибели Роберта около 1033 года унаследовал Гильом II Талвас, отец Мабель, однако, как указывает Дж. Уайт, тот никогда не владел Беллемом, о чём свидетельствует и использование им прозвища «Талвас», означающее «щит», а не «де Беллем». Кроме того, владение Ивом Беллемом подтверждается данной им хартией. В настоящее время считается, что между двумя братьями произошёл раздел: Ив получил сеньорию Беллем, а Гильом II Талвас — нормандские владения, сеньорию Алансон. При этом частью родовых земель Беллемов, вероятно, завладел граф Мэна, когда схватил Роберта де Беллема.
Гильом II Талвас был дважды женат. Ордерик Виталий рассказывает, что первую жену, Хильдебургу, муж приказал своим двум людям задушить, когда она направлялась в церковь. После убийства жены он женился на дочери могущественного феодала Рожера де Бомона. От первого брака Гильома родилось двое детей: сын Арнульф и дочь Мабель. Также у Гильома известен сын Оливье, который, возможно, был незаконнорожденным.

## Биография
Главным источником по биографии Мабель является «Церковная история» Ордерика Виталия. Его отец в своё время служил у Роджера де Монтгомери. Кроме того, хронист был монахом в монастыре Святого Эвруля, которому покровительствовали представители рода Жируа, наследственных врагов графини; одним из компаньонов Ордерика был представитель данной семьи. В результате он мог получить сведения о графине (в основном, негативные) из первых рук.
Год рождения Мабель неизвестен. По сообщению Ордерика Виталия, её отец начал вражду со своими вассалами из рода Жируа, пригласив на свадьбу Гильома Фиц-Жируа, схватил его, приказал искалечить, после чего отпустил. К. Томпсон полагает, что Талвас воспринимал Фиц-Жируа, который по своим владениям был вассалом не только его, но и графа Мэна, как угрозу, поэтому увечье было предупреждением другим его вассалам. Однако возмущённые таким произволом, против него восстали родственники жертвы, опустошив владения Талваса. В итоге к восстанию примкнул даже его собственный сын, Арнульф (умер после 1048), около 1048 года изгнавший отца из его владений. После долгих скитаний его приютил Роджер де Монтгомери, виконт Иемуа, могущественный нормандский феодал. Предвидя будущую выгоду, он предложил помощь, но её ценой стала рука Мабель, дочери Гильома. Этот брак дал Роджеру возможность претендовать на владений Беллемов. Некоторые историки полагают, что брак был организован герцогом Нормандии Вильгельмом, который таким образом воспользовался возможностью передать владения Беллемов в надёжные руки, однако в подобном сомневается К. Томпсон, указывая, что в этот период герцог Нормандии вряд ли мог навязать свою волю фактически независимой семье Беллемов. Эти владения были достаточно важны для правителей Нормандии, на протяжении века в них нередко проводились их военные кампании. Хотя переход владений Беллемов под контроль могущественных сеньоров Монтгомери, которые признавали себя вассалами герцогов Нормандии, был крайне выгоден для Вильгельма, но навязать его он не имел возможности. Судя по всему, Роджер после смерти Арнульфа де Беллема помог тестю вернуть владения. Сам брак был заключён около 1050 года.
Неурядицами среди Беллемов и несовершеннолетием графа Мэна Герберта II воспользовался Жоффруа II Мартел, граф Анжу. Он попытался распространить своё влияние на север, захватив в 1051 году Алансон и Домфрон. В ответ герцог Нормандии Вильгельм предпринял в 1051/1052 году военную кампанию, изгнав графа, причём при осаде Донфрона отличился Роджер де Монтгомери, заинтересованный в отвоевывании владений жены. Судя по всему, после этого в Алансоне вновь утвердился Гильом II Талвас. Ордерик Виталий упоминает, что в этот период в регионе было неспокойно, что затрудняло жизнь монахов в основанном Мабель и Роджером монастыре в Се. Само основание монастыря, судя по всему, было попыткой укрепить власть в регионе. Отец Мабель умер, судя по всему, после 1060 года, после чего его она унаследовала его земли, за исключением части, доставшейся её единокровному брату Оливье.
Ордерик Виталий указывает, что Мабель имела огромное влияние на мужа, объясняя этим несчастья, свалившиеся на семью Жируа. Она ненавидела представителей этого рода, с которым враждовал её отец. Из-за этого она конфликтовала с аббатством Святого Эвруля в Пей-д’Ош, патронами которого были Жируа, в результате чего к ней крайне отрицательно относился хронист Ордерик Виталий, который был монахом в этом монастыре. Эта вражда привела к тому, что Мабель убедила герцога Нормандии изгнать и конфисковать владения Арнольда Эшофурского, сына Гильома Фиц-Жируа, которого в своё время изуродовал её отец. В 1063 году Арнольд смог добиться от герцога Вильгельма помилования с обещанием возвращения владений. Подобное не устроило Мабель, получившую часть из отобранных владений. Её муж предоставил Арнольду право свободного проезда через свои земли, его сопровождал Жильбер де Монтгомери, последний из оставшихся в живых брат Роджера. По дороге они остановились переночевать в принадлежавшем ранее Жируа замке Эшофур. Когда слуги от имени Мабель предложили Арнольду отведать закуски, тот, получив предупреждения от друга о возможности предательства, отказался прикасаться к мясу и вину. Но Жильбер, не подозревавший о коварстве, выпил отравленное вино из чаши и умер через 3 дня. Позже Мабель всё же удалось отравить Арнольда, подкупив его камергераКак писал Ордерик Виталий, «коварная женщина, желавшая умертвить соперника своего мужа, убила его единственного брата».
После нормандского завоевания Англии Роджер де Монтгомери получил обширные владения в Англии, а в 1074 году стал графом Шрусбери. Существуют свидетельства, что Мабель, ставшая сначала леди Арундел, а потом и графиней Шрусбери, как и некоторые другие баронские жёны, была главными арендатором в Англии, однако не существует доказательств того, что она когда-либо посещала эти владения или поместья мужа в королевстве.
В 1071 году умер дядя Мабель, епископ Се Ив II де Белем, после чего она вместе с Роджером унаследовала оставшуюся часть владений Беллемов. Но, возможно, уже в 1060-е годы Ив сосредоточился на управлении своей епархией, передав управление Белемом Мабель и её мужу.

## Гибель
В последующее десятилетие Мабель продолжала «свою преступную карьеру». Ордерик Виталий сообщает, что она изгнала многих дворян из своих владений, в результате чего им пришлось попрошайничать в чужих землях. Одним из таких изгнанников стал Гуго де Рош, лишившийся по вине Мабель замка. Доведённый до отчаяния дворянин уговорил трёх своих братьев помочь ему; ночью 2 декабря они пробились в замок Бюр-сюр-Див, где в это время была графиня, ворвались в комнату, в которой она отдыхала после ванны, и отрубили ей голову. Хотя их преследовали, но убийцам Мабель удалось обрушить за собой мост и скрыться.
Год гибели Мабели является предметом дискуссий. Ордерик Виталий, сообщающий об обстоятельствах убийства графини, год не упоминает, указывает только, что её похоронили 5 декабря — через 3 дня после смерти. Из-за пометки на полях работы хрониста долгое время считалось, что графиня была убита в 1082 году. Однако, согласно современным исследованиям, Мабель была убита раньше. Сохранилась хартия Роджера, данная им аббатству Троарн, в которой тот делает пожалование для поминания души жены. Джон Гораций Раунд и Генри Дэвис датируют её создание между 1079 и 1082 годами. При этом Дэвис относит убийство Мабель к 1077—1078 годам, поскольку, по словам Ордерика Виталия, «оно произошло во время визита Гильома Пантульфа к Роберту Гвискару», который он относит к 1077—1078 годам. Но Джеффри Уайт на основании анализа списка свидетелей хартии полагает, что графиня была убита в 1079 году.
Похоронили Мабель в аббатстве Троарн 5 декабря. Её владения унаследовал старший из выживших сыновей, Роберт, принявший родовое прозвание «де Беллем». Он стал родоначальником Второго Беллемского дома.
К 1080 году Роджер женился вторично — на родовитой Аделаис, дочери Эбрара де Пюизе, происходившей из Иль-де-Франс. Ордерик Виталий противопоставляет её Мабель, называя любезной и добродетельной дамой, которая смогла изменить в лучшую сторону характер мужа, испорченный первой женой. Аделаис пережила мужа. В отличие от его первой жены, сохранились свидетельства, что она приезжала в Шропшир, где в 1085 году засвидетельствовала хартию о пожаловании земли епископом Херефорда.

## Характер
Ордерик Виталий дает Мабель следующую характеристику: «маленького роста, очень разговорчива, способна на злые поступки, чрезвычайно жестокая и смелая, но в то же время довольно проницательна и с чувством юмора». В другом, более позднем отрывке он описывает графиню как могущественную и проницательную, хитрую и болтливую, а также чрезвычайно жестокую. Она была враждебной к монахам, за исключением Тьерри, аббата монастыря Святого Эвруля, при том что к самому аббатству она относилась крайне негативно, поскольку его патронами были враги её семьи — семейство Жируа. Мабель опасалась открыто проявлять эту враждебность, поскольку её муж монахов любил. Поэтому она досаждала аббатству другим способом: часто размещала в аббатстве свою свиту, проживая там длительное время, чем весьма обременяла монахов, пока однажды аббат Тьерри не предупредил её, что если Мабель не покается, то будет страдать. В итоге она в ту же ночь заболела и поспешно уехала. Позже по настоянию своего дяди Ива, епископа Се, Мабель и Роджер передали аббатству церковь Святого Мартина в Се, упросив епископа построить там монастырь.

## Брак и дети
Муж: с около 1050 Роджер де Монтгомери (около 1029 — 27 июля 1094), сеньор де Монтгомери с 1040-х годов, виконт Иемуа с около 1046/1047 года, барон Арундела и Чичестера с 1067/1068 года, 1-й граф Шрусбери с 1074 года. Дети:
- Роджер де Монтгомери (умер до 1066)[10][14].
- Роберт де Беллем (около 1052/1056 — 8 мая после 1130), сеньор де Беллем, д’Алансон, де Донфрон и де Се в 1079—1113 годах, сеньор де Монтгомери в 1094—1113 годах, 3-й граф Шрусбери в 1098—1102 годах, родоначальник второго Беллемского дома[10][14][15].
- Гуго (около 1053/1059 — 31 июля 1098), феодальный барон в Англии ранее 1086 года, 2-й граф Шрусбери с 1094 года[10][14][16].
- Роджер Пуатевинец (около 1065 — до 1140), феодальный барон в Англии в 1086—1102 годах, граф «Ланкастер» в 1093—1102 годах, граф де ла Марш (по праву жены) с 1098 года, родоначальник ветви графов де ла Марш[10][14].
- Филипп де Монтгомери (ум. в 1097/1099)[10][14][17].
- Арнульф де Монтгомери (ок. 1066—1118/1122), феодальный барон в Англии в 1090-х — 1102 годах, граф Пембрук в 1093—1102 годах, барон Холдернесса в конце 1090-х — 1102 годах[10][14][18][17]. К нему пытались вывести своё происхождение представители валлийского рода Кэрью[19].
- Эмма де Монтгомери (умерла 4 марта 1113), аббатиса монастыря Алменшеш[10][14].
- Матильда де Монтгомери (умерла около 1085); муж: до 1066 Роберт (после 1038 — 8 декабря 1095), граф де Мортен с 1063 года[10][14][20].
- Мабель де Монтгомери; муж: Гуго (умер 9 июня 1101/1105), сеньор де Шатонёф-ан-Тимерэ[10][14].
- Сибила де Монтгомери; муж: Роберт Фиц-Хэмон (умер в марте 1107), барон Гламоргана[10][14][21].